# William Hamilton (diplomata)
William Hamilton KB, PC FRS (12 de janeiro de 1731 — 6 de abril de 1803) foi um diplomata, antiquário, arqueólogo e vulcanologista escocês.